# Joseba Beitia
Joseba Beitia Agirregomezkorta (n. Motrico, Guipúzcoa, 29 de septiembre de 1990) más conocido como Joseba Beitia es un futbolista español que juega en la demarcación de centrocampista para el UMECIT FC de la Primera División de Panamá.

## Trayectoria
Formado en las categorías inferiores del Aurrerá de Ondarroa donde residían sus padres, de ahí pasó al Athletic de Bilbao, posteriormente a la Real Sociedad en edad juvenil, y más tarde, durante la temporada 2010-11 debutó como profesional en la Real Sociedad B en la que  coincidiría con Asier Illarramendi, entre otros. 
Tras salir del club donostiarra, comenzaría un periplo por varios equipos de la Segunda División B pasó por el CD Sariñena de Zaragoza y  de ahí se fue al Unión Deportiva Somozas, club que defendió en la campaña 2014/2015 y en la 2015/2016. Fueron dos años muy buenos en los que el Somozas fue la revelación del grupo primero de la Segunda B, en el que el centrocampista vasco fue el motor del equipo y en el que acabaría de capitán.
El Unión Deportiva Somozas intentó renovarle, aunque no pudo competir económicamente con otros clubes y de ahí que se marchara al Marbella FC, en el que jugó en la campaña 2016-2017. Estuvo 2.111 minutos en el terreno de juego y anotó dos tantos.
En julio de 2017, vuelve a Galicia para jugar en las filas del Racing de Ferrol.
En verano de 2018, firma por Real Unión Club para seguir jugando en Segunda División B, club al que llegaría con más de 200 partidos en toda la categoría.
El 18 de julio de 2019, anunció su acuerdo para unirse a Mohun Bagan AC de la I-League para jugar a las órdenes del técnico español Kibu Vicuña.
En marzo de 2020, Mohun Bagan AC se convierte en campeones de la I-League.
El 29 de septiembre de 2022, firma por el Rajasthan United de la I-League.
El 24 de enero de 2023, firma por el NorthEast United de la I-League.
El 19 de noviembre de 2023, firma por el Delhi FC de la I-League 2.
el 18 de enero de 2024, fue anunciado como nuevo jugador del UMECIT FC de la Primera División de Panamá.

## Clubes
| Club                        | País   | Año             |
| --------------------------- | ------ | --------------- |
| Real Sociedad de Fútbol "B" | España | 2010-2013       |
| CD Sariñena                 | España | 2013-2014       |
| Unión Deportiva Somozas     | España | 2014-2016       |
| Marbella FC                 | España | 2016-2017       |
| Racing de Ferrol            | España | 2017-2018       |
| Real Unión Club             | España | 2018-2019       |
| Mohun Bagan AC              | India  | 2019-2022       |
| Rajasthan United            | India  | 2022            |
| NorthEast United            | India  | 2023            |
| Delhi FC                    | India  | 2023            |
| UMECIT FC                   | Panamá | 2024-Actualidad |

## Palmarés

### Campeonatos nacionales
| Título   | Club        | País  | Año  |
| -------- | ----------- | ----- | ---- |
| I-League | Mohun Bagan | India | 2020 |